# Episodi di Black Monday (terza stagione)
La terza stagione della serie televisiva Black Monday, composta da 10 episodi, è stata trasmessa negli Stati Uniti, da Showtime, dal 23 maggio al 1 agosto 2021.
In Italia la stagione è trasmessa a partire dal 7 settembre 2021 su Sky Atlantic.
| nº | Titolo originale | Titolo italiano | Prima TV USA   | Pubblicazione Italia |
| -- | ---------------- | --------------- | -------------- | -------------------- |
| 1  | Ten!             | Dieci!          | 23 maggio 2021 | 7 settembre 2021     |
| 2  | Nine!            | Nove!           | 30 maggio 2021 | 7 settembre 2021     |
| 3  | Eight!           | Otto!           | 6 giugno 2021  | 14 settembre 2021    |
| 4  | Seven!           | Sette!          | 13 giugno 2021 | 14 settembre 2021    |
| 5  | Six!             | Sei!            | 20 giugno 2021 | 21 settembre 2021    |
| 6  | Five!            | Cinque!         | 27 giugno 2021 | 21 settembre 2021    |
| 7  | Four!            | Quattro!        | 11 luglio 2021 | 28 settembre 2021    |
| 8  | Three!           | Tre!            | 18 luglio 2021 | 28 settembre 2021    |
| 9  | Two!             | Due!            | 25 luglio 2021 | 5 ottobre 2021       |
| 10 | One!             | Uno!            | 1º agosto 2021 | 5 ottobre 2021       |

## Dieci!
- Titolo originale: Ten!
- Diretto da: Tiffany Johnson
- Scritto da: Daniel Libman & Matthew Libman

## Nove!
- Titolo originale: Nine!
- Diretto da: Tiffany Johnson
- Scritto da: Janelle James

## Otto!
- Titolo originale: Eight!
- Diretto da: Tiffany Johnson
- Scritto da: Amelie Gillette

## Sette!
- Titolo originale: Seven!
- Diretto da: Payman Benz
- Scritto da: Yassir Lester

## Sei!
- Titolo originale: Six!
- Diretto da: Payman Benz
- Scritto da: Bridger Winegar

## Cinque!
- Titolo originale: Five!
- Diretto da: Tiffany Johnson
- Scritto da: Dipika Guha

## Quattro!
- Titolo originale: Four!!
- Diretto da: Payman Benz
- Scritto da: Akilah Green

## Tre!
- Titolo originale: Three!
- Diretto da: Payman Benz
- Scritto da: Amelie Gillette & Laura Kindred

## Due!
- Titolo originale: Two!
- Diretto da: Tiffany Johnson
- Scritto da: Brandon Childs & Daniel Libman, & Matthew Libman

## Uno!
- Titolo originale: One!
- Diretto da: Payman Benz
- Scritto da: Dipika Guha & Yassir Lester & Daniel Libman & Matthew Libman